# Amalthea (musikgrupp)
Amalthea är en post-rock/metal-grupp från Göteborg, Sverige.
Gruppen bildades 2004 i Gislaved och började sin karriär inom dåvarande hardcore/screamo-scenen. Första 7" vinylen släpptes med 4 låtar på det schweiziska skivbolaget Ape Must Not Kill Ape Records 2005 vilka även släppte en split med Amalthea och tyska only For the Sake Of Aching 2006 och sedan Amaltheas debutabum "Decision Should Be A Desert" 2007.
Amalthea har efter dessa skivor turnerat i Sverige, England, Tyskland, Schweiz, Österrike, Frankrike och Nederländerna.
2008 kom en split med Amalthea och franska gruppen Hiro på skivbolagen Moloch Industries och Impure Muzik, där Amalthea hade med 3 låtar som gick längre från bandets tidigare hardcore/screamo-sound och musiken lade stor vikt vid post-rock- och post-metal-element.
Efter en mindre europaturné med denna skiva blev det en lång paus för bandet på grund av att medlemmarna under en period var utspridda över hela Sverige.
Vid 2010 hade alla medlemmar flyttat till Göteborg och musiken tog nu ett steg mot post-metal/post-rock hållet och i november 2011 kom EP:n "The World Ends With You" på det relativt nya skivbolaget Moment of Collapse. "The World Ends With You" var en picture-disc 12" vinylskiva med 2 låtar som sammanlagt hade speltid på ca 20 minuter.
Den 31 januari 2014 återkom Amalthea med ett nytt album.  "In The Woods",  som albumet kallas, är bandets andra fullängdare och bjuder på ett flertal gästmusiker och en fint ljudlandskap målas upp av Magnus Lindberg som står för mix och master. Skivan är inspelad av bandet själva och släpps på bolaget Moment Of Collapse på både CD (digipack) och vinyl (gatefold LP). 
Stilen på "In The Woods" har influenser från jazz, 70-talsrock till 90-talsemo, post-metal, etc.